# Horace Tabberer Brown

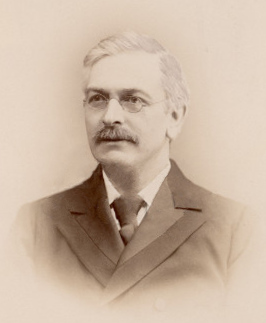
Horace Tabberer Brown c. 1889

Horace Tabberer Brown, geboren als Horace Tabberer, (* 20. Juli 1848; † 6. Februar 1925)  war ein britischer Chemiker.

## Leben
Brown war größtenteils Autodidakt. Sein Interesse für Wissenschaft erwachte durch seinen Stiefvater Edward Brown, einem Bankier und Amateur-Naturforscher. Ab 1865 studierte er zwei Jahre am Royal College of Chemistry und ab 1866 arbeitete er als Wissenschaftler und ab 1873 Leiter der Produktion für die Worthington Brauerei in seinem Heimatort Burton-on-Trent, für die er die verschiedensten mit der Brauerei zusammenhängenden Probleme untersuchte von der Mikrobiologie, chemischen Analyse bis zu geologischen Untersuchungen in Zusammenhang mit der Wasserversorgung. Er veröffentlichte rund 90 wissenschaftliche Abhandlungen. 1889 wurde er Geschäftsführer. Ab 1890 untersuchte er die Aufnahme von Kohlenstoffdioxid durch Pflanzen für die Photosynthese, was Thema seiner Bakerian Lecture 1905 war. 1901 war er der Gründer der Forschungslaboratorien von Guinness in Dublin.
Da er für einen seiner Söhne ein Weingut in der Kapprovinz erwarb, befasste er sich auch mit Weinbau. 1908 wurde er Mitglied der Royal Commission on Whisky and Portable Spirits.
1889 wurde er Fellow der Royal Society, deren Royal Medal er 1903 und deren Copley Medal er 1920 erhielt. 1894 erhielt er die Longstaff Medal der Chemical Society, deren Sekretär für auswärtige Angelegenheiten (Foreign Secretary) er war. Er sollte auch deren Präsident werden, was aber Gesundheitsgründe verhinderten.
Die Horace Brown Medal des Institute for Brewing and Distilling, das er mit gründete, ist nach ihm benannt.